# Ласкерова награда
Ласкерова награда за клиничка истраживања у медицини (енгл. Albert Lasker Award for Clinical Medical Research) - је престижна америчка награда Фондације Алберт и Марија Ласкер (Albert and Mary Lasker Foundation) која се додељује заслужним научницима у области медицине. Ласкерова награда се третира и као "друга Нобелове награде у Сједињеним Америчким Државама." Око 50% добитнинка Ласкерове награде, након њене доделе добили су и Нобелова награда за физиологију или медицину.

## Историја
Награда је добила назив у част америчког бизнисмена и филантропа Алберта Дејвис Ласкера (1880—1952) и први пут је додељена 1946. Ласкер а посебно његова супруга Мери били су истакнути филантропа који су играли важне улоге у промоцији и ширењу Националног института за здравље, помажући му да свој буџет прошири за више од 2000 пута, од 2,4 милиона долара у 1945. на 5,5 милијарди долара у 1985. Део свог великог богатства они су уложили и за стварање фонда Ласкерове фондације из кога се додељује Ласкерова награда.
Канцеларија Фондације Алберта и Марије Ласкер (Albert and Mary Lasker Foundation), задужена да врши годишњи избор научника и уручује им награду, настала је захваљујући наовчаним средствима Алберта Ласкера и његове супруга Мери Вудворд Ласкер. Председник Ласкерове фондације је Марија С. Фреире (Maria C. Freire) која о значају фондације каже;
„Улога Фондације Алберта и Марије Ласкер (нап. према речима Марије С. Фреире) је да да подршку истраживањима у области здравље, и да као јавни сервис омогући научницима и истраживачима да раде свој посао, и пружи подршку иницијативама за унапређење јавног здравља, којима се спасавају људски животи.“
Награда Алберт Ласкер се додељује за значајна (фундаментална) медицинска истраживања, научницима чији су истраживања дала технике иновације, информације или методе које доприносе елиминацији главних узрока инвалидитета, болести и смрти пацијената.
Ласкерова Награде је једна од најпризнатијих и најпоштованих научних награда у свету. Она је и често претходила додели признање од стране Нобеловог комитета, тако да је посталиа популарна и позната као „Амерички Нобел." Осамдесет лауреата (око 50%) Ласкерове награде су добили и Нобелову награду, укључујући и 28 научника у последње две деценије.

## Добитници награде за базична истраживања
1946 : Carl Ferdinand Cori
1947 : Oswald Avery, Thomas Francis, Homer Smith
1948 : Vincent du Vigneaud, Selman Waksman, René Dubos
1949 : André Cournand, William Tillett, Royal Christensen
1950 : George Wells Beadle
1951 : Karl Meyer
1952 : Frank Macfarlane Burnet
1953 : Hans Adolf Krebs, Michael Heidelberger, George Wald
1954 : Edwin Astwood, John Franklin Enders, Albert Szent-Györgyi
1955 : Karl Paul Link, Carl Wiggers
1956 : Karl Meyer, Francis Schmitt
1957 : Isaac Starr
1958 : Peyton Rous, Theodore Puck, Alfred Hershey, Gerhard Schramm, Heinz Fraenkel-Conrat, Irvine Page
1959 : Albert Coons, Jules Freund
1960 : Maurice Wilkins, Francis Crick, James Watson, James Neel, Lionel Penrose, Ernst Ruska, James Hillier
1962 : Choh Li
1963 : Lyman Craig
1964 : Renato Dulbecco, Harry Rubin
1965 : Robert Holley
1966 : George Palade
1967 : Bernard Brodie
1968 : Marshall Nirenberg, Gobind Khorana, William Windle
1969 : Bruce Merrifield
1970 : Earl Sutherland
1971 : Seymour Benzer, Sydney Brenner, Charles Yanofsky
1974 : Ludwik Gross, Howard Skipper, Sol Spiegelman, Howard Temin
1975 : Roger Guillemin, Andrew Schally, Frank Dixon, Henry Kunkel
1976 : Rosalyn Yalow
1977 : Sune Bergström, Bengt Samuelsson, John Vane
1978 : Hans Kosterlitz, John Hughes, Solomon Snyder
1979 : Walter Gilbert, Frederick Sanger, Roger Wolcott Sperry
1980 : Paul Berg, Herbert Boyer, Stanley Cohen, Dale Kaiser
1981 : Barbara McClintock
1982 : J. Michael Bishop, Raymond Erikson, Hidesaburo Hanafusa, Harold Varmus, Robert Gallo
1983 : Eric Kandel, Vernon Mountcastle
1984 : Michael Potter, Georges Köhler, César Milstein
1985 : Michael Brown, Joseph Goldstein
1986 : Rita Levi-Montalcini, Stanley Cohen
1987 : Leroy Hood, Philip Leder, Susumu Tonegawa
1988 : Thomas Cech, Phillip Sharp
1989 : Michael Berridge, Alfred Gilman, Edwin Krebs, Yasutomi Nishizuka
1991 : Edward Lewis, Christiane Nüsslein-Volhard
1993 : Günter Blobel
1994 : Stanley Prusiner
1995 : Peter Doherty, Jack Strominger, Emil Unanue, Don Wiley, Rolf Zinkernagel
1996 : Robert Furchgott, Ferid Murad
1997 : Mark Ptashne
1998 : Leland Hartwell, Yoshio Masui, Paul Nurse
1999 : Clay Armstrong, Bertil Hille, Roderick MacKinnon
2000 : Aaron Ciechanover, Avram Hershko, Alexander Varshavsky
2001 : Mario Capecchi, Martin Evans, Oliver Smithies
2002 : James Rothman, Randy Schekman
2003 : Robert Roeder
2004 : Pierre Chambon, Ronald Evans, Elwood Jensen
2005 : Ernest McCulloch, James Till
2006 : Elizabeth Blackburn, Carol Greider, Jack Szostak
2007 : Ralph Steinman
2008 : Victor Ambros, David Baulcombe, Gary Ruvkun
2009 : John Gurdon, Shinya Yamanaka:
2010 : Douglas Coleman, Jeffrey Friedman
2011 : Franz-Ulrich Hartl,	Arthur L. Horwich, Tu Youyou,  National Institutes of Health Clinical Center
2012 :
2013 :
2014 :
2022 : Richard O. Hynes, Erkki Ruoslahti, Timothy A. Springer, Yuk Ming Dennis Lo, Lauren Gardner